# Triomphe de Bacchus
Triomphe de Bacchus est un dessin réalisé par Maître JG à l'encre brune sur papier. 
Le thème reprend un thème classique antique, sur la légende de Bacchus : 
devenu grand, il fit la conquête des Indes avec une troupe d'hommes et de femmes portant, au lieu d'armes, des thyrses et des tambours. Son retour fut un cortège triomphal (thème rappelant l'expédition d'Alexandre le Grand) sur un char tiré par deux animaux dionysiaques, généralement deux panthères, ici deux boucs. Le maître JG ajoute à côté du char un autre couple mythologique, Aphrodite tenant la pomme du jugement de Pâris et Éros qui l'agace de son arc. 
Le dessin mesure 24,3 cm de haut sur 33,5 cm de large. Il est conservé au British Museum. Non signé, il peut être attribué par  plusieurs traits caractéristiques de gravures et d’œuvres de Maître JG, notamment de nombreux détails d'architecture (arcades, balustrades, voûtes à caisson, frises avec des losanges) du massacre des Innocents, et pour la partie droite du dessin La Flagellation du Christ.
Cette scène n'a semble-t-il jamais été gravée par le Maître JG et n'existe que sous la forme du dessin.